# São José de Ribamar
São José de Ribamar – miasto i gmina w Brazylii leżące w stanie Maranhão. Gmina zajmuje powierzchnię 388,371 km². Według danych szacunkowych w 2016 roku miasto liczyło 176 008 mieszkańców. Położone jest na wyspie Upaon-Açu, nad zatoką Baía do Arraial, około 25 km na wschód od stolicy stanu, miasta São Luís, oraz około 1800 km na północny wschód od Brasílii, stolicy kraju. 
W 2014 roku wśród mieszkańców gminy PKB per capita wynosił 9343,81 reais brazylijskich.